# 官家站
官家站是凤上铁路上的一个乘降所，位于辽宁省丹东市凤城市草河街道平安村，因位于官家屯附近而得名。该站建于1940年，距离凤凰城站18公里，上河口站136公里，隶属中国铁路沈阳局集团管辖。
2020年12月，为配合沈丹铁路电气化改造及凤上铁路外绕工程，官家站旧站房遗存被拆除，后续拟在原址附近设官家线路所。